# Провинција Јамато
Јамато (јап. 大和国) је једна од 66 историјских провинција Јапана, која је постојала од почетка 8. века (закон Таихо из 703. године) до Мејџи реформи у другој половини 19. века. Јамато се налазио у централном делу острва Хоншу, у области Кансај.
Царским декретом од 29. августа 1871. све постојеће провинције замењене су префектурама.Територија провинције Јамато одговара данашњој префектури Нара.

## Географија
Јамато је био једна од такозваних Пет домаћих провинција Јапана и у њему се налазила Нара, прва престоница Јапана. Јамато је био једна од ретких континенталних провинција у Јапану, без излаза на море. Граничио се са провинцијама Кавачи на западу, Јамаширо на северу, Изе и Ига на истоку и Кии на југу.

## Историја
Током периода Муромачи (1333-1573) провинција Јамато била је под управом гувернера (шуго) из породице Хосокава (рођака шогуна Ашикага). Приликом похода Ода Нобунаге на Кјото (1568) провинција Јамато се предала без борбе.